# Rhinomiriella
Rhinomiriella is een geslacht van wantsen uit de familie van de Miridae (Blindwantsen). Het geslacht werd voor het eerst wetenschappelijk beschreven door Gorczyca in 2001.

## Soorten
Het genus is monotypisch en bevat alleen de volgende soort:

- Rhinomiriella tuberculata Gorczyca, 2001